# 자갈치 아지매
자갈치 아지매는 부산MBC 표준FM(부산 FM 95.9MHz, 기장 FM 106.5MHz, 양산 FM 97.7MHz)에서 평일 아침 8시부터 오전 9시까지 방송되는 아침 출근길 시사교양 프로그램이다.

## 진행
- 자갈치 아지매 김진수, 서정모 아나운서

## 역대 진행자
| 대수 | 진행자 | 진행자 | 진행 기간                         | 비고        |
| 대수 | 남성   | 여성   | 진행 기간                         | 비고        |
| ---- | ------ | ------ | --------------------------------- | ----------- |
| 1대  | 빈칸   | 최무화 | 1964년 6월 7일 ~ 일자미상         |             |
| 2대  | 빈칸   | 김옥희 | 일자미상 ~ 일자미상               |             |
| 3대  | 빈칸   | 안징강 | 일자미상 ~ 일자미상               |             |
| 4대  | 빈칸   | 정소영 | 일자미상 ~ 일자미상               |             |
| 5대  | 빈칸   | 정해숙 | 일자미상 ~ 일자미상               |             |
| 6대  | 빈칸   | 송상영 | 일자미상 ~ 일자미상               |             |
| 7대  | 빈칸   | 임옥임 | 일자미상 ~ 일자미상               |             |
| 8대  | 빈칸   | 남말이 | 일자미상 ~ 일자미상               |             |
| 9대  | 빈칸   | 정해숙 | 일자미상 ~ 1999년 일자미상        |             |
| 10대 | 빈칸   | 박성언 | 1999년 일자미상 ~ 2018년 6월 1일  |             |
| 11대 | 김동현 | 박성언 | 2018년 6월 4일 ~ 2024년 3월 22일  | [ 1 ] [ 2 ] |
| 12대 | 김동현 | 김진수 | 2024년 3월 25일 ~ 2024년 5월 24일 |             |
| 13대 | 김동현 | 김예지 | 2024년 5월 27일 ~ 2025년 3월 14일 |             |
| 14대 | 서정모 | 김진수 | 2025년 3월 17일 ~ 현재            |             |

## 구성
자갈치 아지매는 부산문화방송에서 제작하는 최장수 사회 비평 라디오 프로그램이다.
이 프로그램은 가곡 '기다리는 마음'의 작사가이기도 한 故 김민부 PD의 제안으로 제작되었다. 1964년 6월 7일 첫 전파를 탔을 때 '자갈치 아지매'의 분량은 10분이었고, 첫 진행자는 최무화였다. 이후 경남여자고등학교 3학년생 김옥희가 그 뒤를 이어 이후 여러 진행자를 거친 후 1999년부터 DJ 박성언이 진행하고 있다.
성우가 사투리를 쓰는 자갈치 아지매로 분하여 내레이션을 하는 형식이므로, 초창기엔 강한 호소력과 파괴력을 가진 가십성 프로그램으로 인기를 끌었다. 유신 말기 1년 5개월간 방송이 일시 중단된 것을 제외하고 가장 현존하는 최장수 라디오 프로그램이다.
시민 고발 및 민원, 시정 요구, 제언 등의 사회 고발 내용이 중심을 이루며, 미담도 소개된다. 다양한 소재를 하루에 한 개씩 채택하여 방송하며, 방송 소재는 주로 부산 시민들의 제보를 통해 확보된다.

## 프로그램에 대한 비판력
모든 방송이 원칙적으로 표준어를 사용해야 한다는 방송 규범에서 벗어나 방송 용어로 표준어가 아닌 부산 특유의 사투리를 사용함으로써 지역 정서와 문화를 담아내고 동시에 청취자로 하여금 지역 주체로서의 정체성을 확립하는 데 기여해 왔다.
'자갈치 아지매'는 단순한 라디오 프로그램이 아니라 친근하고 서민적인 목소리로 부산 시민들의 가슴을 때로는 후련하게, 때로는 애틋하게 보듬어 왔다. 이러한 공로를 인정받아 지난 2004년 한국방송협회가 주최하는 제31회 한국방송대상 라디오 부문 우수 작품상을 수여받았다.

## 임시 진행
1. ↑  박성언 리포터의 휴가 또는 출장으로 인하여, 2021년 6월 14일 ~ 6월 18일, 2022년 4월 18일 ~ 4월 22일, 2022년 7월 5일 ~ 7월 8일, 2022년 7월 11일, 2023년 5월 15일 ~ 5월 18일 방송분은 김진수 리포터가 대신 진행했다.
2. ↑  김동현 아나운서의 휴가 또는 출장으로 인하여, 2020년 4월 28일 방송분은 박기홍 아나운서가 대신 진행했고, 2020년 9월 7일, 2020년 10월 23일, 2020년 11월 9일, 2020년 12월 14일 ~ 12월 18일, 2021년 1월 5일, 2021년 5월 3일, 2021년 5월 31일 ~ 6월 2일, 2021년 7월 12일, 2021년 7월 19일, 2021년 8월 2일 ~ 8월 6일, 2021년 9월 16일 ~ 9월 17일, 2021년 10월 5일, 2021년 10월 18일 ~ 10월 19일, 2021년 11월 1일 ~ 11월 2일, 2021년 11월 15일 ~ 11월 18일, 2021년 12월 6일 ~ 12월 8일, 2021년 12월 20일 ~ 12월 21일, 2022년 1월 3일 ~ 1월 5일, 2022년 1월 17일, 2022년 1월 21일, 2022년 1월 24일 ~ 1월 25일, 2022년 2월 24일 ~ 2월 25일, 2022년 3월 2일 ~ 3월 4일, 2022년 3월 7일 ~ 3월 8일, 2022년 5월 9일, 2022년 6월 23일, 2022년 7월 15일, 2022년 7월 18일 ~ 7월 21일, 2022년 9월 22일, 2022년 10월 24일 ~ 10월 28일, 2022년 11월 28일 ~ 12월 2일, 2023년 1월 9일 ~ 1월 12일, 2023년 5월 16일 ~ 5월 18일, 2024년 12월 2일 ~ 12월 3일, 2024년 12월 5일 ~ 12월 6일, 2024년 12월 16일 ~ 12월 20일, 2025년 2월 3일 ~ 2월 6일 방송분은 서정모 아나운서가 대신 진행했고, 2023년 2월 9일 ~ 2월 10일, 2023년 2월 13일 ~ 2월 16일, 2023년 7월 13일 ~ 7월 14일, 2023년 7월 17일 ~ 7월 20일, 2023년 9월 25일, 2023년 10월 23일 ~ 10월 27일, 2023년 11월 17일, 2023년 11월 21일 ~ 11월 22일, 2024년 2월 2일, 2024년 2월 5일 ~ 2월 7일, 2024년 3월 11일 ~ 3월 15일, 2024년 7월 8일 방송분은 유기경 아나운서가 대신 진행했고, 2024년 8월 5일 ~ 8월 6일, 2024년 9월 20일, 2024년 9월 26일, 2024년 10월 28일 ~ 11월 1일, 2024년 11월 11일 ~ 11월 15일 방송분은 정경진 아나운서가 대신 진행했다.